# Partit Comunista de la Unió Soviètica (2001)
El Partit Comunista de la Unió Soviètica (del rus: Коммунистическая Партия Советского Союза, Kommunisticheskaya Partiya Sovetskogo Soyuza; КПСС, KPSS) és una organització que sorgeix de la divisió de la Unió de Partits Comunistes-PCUS en 2001 després de desavinences entre Oleg Shenin i Guennadi Ziugánov sobre la creació d'un partit comunista unificat de la Unió de Rússia i Belarús. Va estar sota el lideratge de Shenin fins a la seva mort el 28 de maig de 2009. S'han realitzat quatre congressos des de la seva formació: 2001, 2004, 2010 i 2015.

## Primer Secretari
- Oleg Shenin (21 de juliol de 2001 – 28 de maig de 2009)
- Vladimir Berezin (20 de març de 2010 – 16 de juliol de 2010)
- Sergey Alexandrov (de facto des del 21 de juliol de 2010, oficialment des del 20 de novembre de 2010 – actualitat)

## Membres
| País            | Partit                                                   |
| --------------- | -------------------------------------------------------- |
| Armènia         | Partit Comunista Unificat d'Armenia                      |
| Azerbaidjan     | Partit Comunista d'Azerbaidjan                           |
| Belarús         | Comitè Republicà del Partit Comunista de Bielorrusia     |
| Estònia         | Partit Comunista d'Estonia                               |
| Geòrgia         | Nou Partit Comunista de Georgia                          |
| Kazakhstan      | Partit Comunista de Kazajistán                           |
| Kirguizstan     | Partit Comunista de Kirguistán                           |
| Lituània        | Front Popular Socialista de Lituania                     |
| Moldàvia        | Partit Comunista de Moldavia                             |
| Transnístria    | Partit Comunista de Transnistria                         |
| Rússia          | Partit Comunista Obrer Rus - PCUS                        |
| Ossètia del Sud | Partit dels Comunistes de la República d'Ossetia del Sud |
| Ucraïna         | Unió de Comunistes d'Ucraïna                             |
| Uzbekistan      | Partit Comunista d'Uzbekistán                            |